# Le Plan B
Pour l’article homonyme, voir Plan B (homonymie).
Pour plus de détails, voir Fiche technique et Distribution.
Le Plan B (The Back-up Plan)  est un film américain réalisé par Alan Poul (en), sorti en 2010.

## Synopsis
Proche de la quarantaine et n'ayant toujours pas trouvé l'homme parfait, Zoé décide de se faire inséminer. 
Peu de temps après, un homme charmant croise sa vie, alors que l'insémination vient de réussir du premier coup. 
Après avoir fait accepter la situation à son nouveau compagnon, Zoé découvre qu'elle est enceinte de jumeaux.

## Fiche technique
- Titre français : Le Plan B
- Titre original : The Back-Up Plan
- Réalisation : Alan Poul (en)
- Scénario : Kate Angelo
- Coproducteurs : Christine Coggins et Lance Johnson
- Producteurs : Todd Black, Jason Blumenthal et Steve Tisch
- Producteurs exécutif : David J. Bloomfield et Rodney Liber
- Musique : Stephen Trask
- Photographie : Xavier Pérez Grobet
- Montage : Priscilla Nedd-Friendly
- Casting : Richard Hicks et David Rubin
- Concepteurs des décors : Alec Hammond
- Directeur artistique : Scott Dougan et Priscilla Elliot
- Décors : Kathy Lucas
- Costumes : Karen Patch
- Budget : 35 000 000 $
- Recettes : 90 000 000 $
- Société de production : CBS Films - Escape Artists
- Société de distribution : Columbia Pictures
- Pays de production :  États-Unis
- Langue : Anglais
- Formats : 1,85 : 1 | DeLuxe | 35 mm (Kodak Vision3 500T 5219)
- Son : Dolby Digital | DTS | SDDS
- Genre : Comédie dramatique
- Durée : 100 minutes
- Dates de sortie : 
  - États-Unis : 23 avril 2010
  - France : 19 mai 2010

## Distribution
Légende : ; Version Française = VF ; Version Québécoise = VQ
- Jennifer Lopez (VF : Annie Milon ; VQ : Hélène Mondoux) : Zoe
- Alex O'Loughlin (VF : Dominique Guillo ; VQ : Patrice Dubois) : Stan
- Danneel Ackles (VQ : Aline Pinsonneault) : Olivia
- Eric Christian Olsen (VQ : Nicolas Charbonneaux-Collombet) : Clive
- Anthony Anderson (VQ : Gilbert Lachance) : Père
- Noureen DeWulf (VQ : Ariane-Li Simard-Côté) : Daphne
- Michaela Watkins (VF : Laurence Charpentier ; VQ : Mélanie Laberge) : Mona
- Melissa McCarthy (VF : Anne Mathot ; VQ : Nathalie Coupal) : Carol
- Jennifer Elise Cox : Vendeuse de Babyland
- Tom Bosley (VQ : Yves Massicotte) : Arthur
- Linda Lavin (VF : Marion Game ; VQ : Chantal Baril) : Nana
- Robert Klein (VF : Mario Pecqueur ; VQ : Marc Bellier) : Dr Scott Harris
- Rowan Blanchard : La fille de Mona
- Adam Rose : Louie
- Cesar Millan : Caméo